# ویکی‌پدیای رومانیایی
ویکی‌پدیای رومانیایی (به رومانیایی: Wikipedia în limba română) نسخه رومانیایی وب‌گاه ویکی‌پدیا است و در ژوئن ۲۰۰۳ ایجاد شده است و در ژانویه ۲۰۰۸ به ۱۰۰٬۰۰۰ مقاله رسید.
تا تاریخ ۳۰ مه ۲۰۱۱ این دانش‌نامه با بیش از ۱۶۰٬۰۰۰ مقاله در رتبهٔ بیست‌وسوم ویکی‌پدیاها قرار داشت.